# 劉麥懿明
劉麥懿明，SBS，JP，(Alice LAU MAK Yee-Ming，1949年12月6日—)，前香港稅務局局長。
劉麥懿明畢業於伊利沙伯中學，1971年8月加入政府任職二級行政主任。同年11月獲聘為助理評稅主任，1989年1月晉升為總評稅主任，1995年9月晉升為稅務局助理局長。
劉太在2001年2月晉升為稅務局副局長，3月起即暫代稅務局局長一職。政府在同年11月曾就稅務局局長一職進行公開及內部招聘，由於獲推薦的候選人以私人理由撤回申請，政府遂於2002年8月委任劉太出任稅務局局長。2009年12月6日開始退休前休假。
她在稅務局任職期間持續進修，於1985年獲香港大學公共行政學碩士學位，並曾報讀了很多有關稅務、中國研究及管理的課程。